# ورم الخلية المستديرة الزرقاء الصغيرة

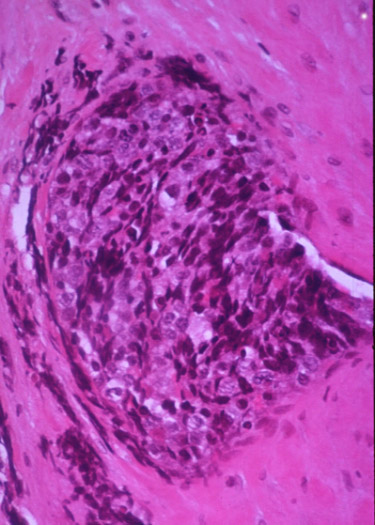
خلايا صغيرة مدورة زرقاء في ساركومة يوينغ

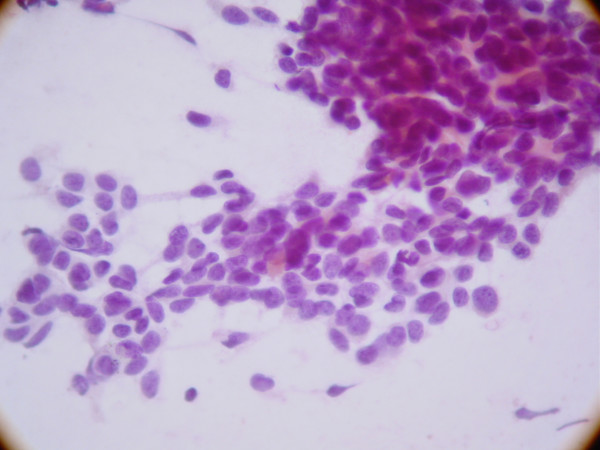
خلايا صغيرة مستديرة زرقاء تُميز ورم الخلية الصغيرة المستديرة الصلد.

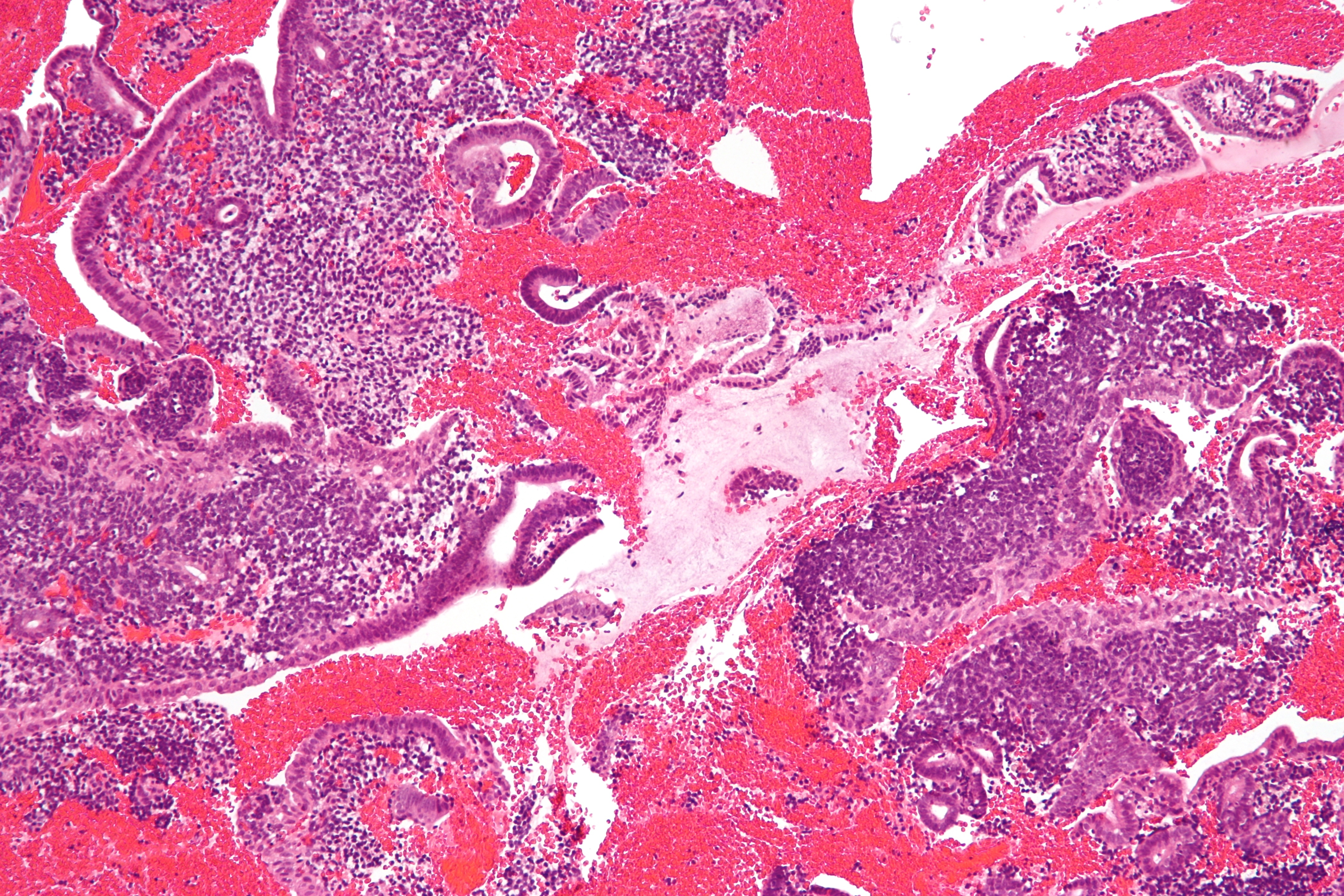
تكاثف بطانة الرحم السدوية يُحاكي ورم الخلية المستديرة الزرقاء الصغيرة.

ورم الخلية المستديرة الزرقاء الصغيرة (بالإنجليزية: Small-blue-round-cell tumor)‏ ويُدعى اختصاراً SBRCT وقد يُسمى أيضاً ورم الخلية الصغيرة المستديرة (بالإنجليزية: Small-round-cell tumour)‏ ويُدعى اختصاراً SRCT، هو مُصطلح في علم أمراض الأنسجة يُقصد فيه أي فرد من أعضاء مجموعة الأورام الخبيثة التي تمتلك مَظهر مُميز تحت المجهر، أي أنها تتكون من خلايا صغيرة مدورة تُصبغ باللون الأزرق عند استعمال صبغة الهيماتوكسيلين واليوزين الروتينية.
تظهر هذه الأورام عادةً في الأطفال أكثر من البالغين، وغالباً ما تظهر في الخلايا غير المُتمايزة. تظهر الخلايا بالصبغة الزَرقاء غالباً بسبب امتلاكها نواة كبيرة وتمتلك كمية ضئيلة من السيتوبلازم.

## الأمثلة
تتضمن هذه المجموعة عدد من الأورام، ومن ضمنها:
- ورم الخلية الصغيرة المستديرة الصلد.[1]
- ساركومة يوينغ/ورم الأديم العصبي الظاهر البدائي.[4]
- ورم الخلايا البدائية العصبية.[4]
- ورم أرومي نخاعي.
- ساركومة عضلية مخططة.[4]
- ساركومة زليلية.
- ورم سرطاوي.
- ورم المتوسطة.
- سرطان الخلايا الصغيرة.
- ورم أرومي كلوي.[2]
- ورم أرومة الشبكية.[1]
- ابيضاض الدم الليمفاوي المزمن.[4]
- ورم أرومي كبدي:[4] فقط الأشكال الكَشَمية تمتلك خلايا زرقاء مستديرة، ولكن الأنواع الجنينية لا تمتلك ذلك.[5]
- سرطانة خلية مركل.
- ساركومة غضروفية متوسطية.
- ورم الأرومة الصنوبرية.[1]

## حالات تُحاكي ورم الخلية المستديرة الزرقاء الصغيرة
تكاثف بطانة الرحم السدوية قد يُحاكي ورم الخلية المستديرة الزرقاء الصغيرة.